# Droga wojewódzka nr 778
Droga wojewódzka nr 778 (DW778) – dawna droga wojewódzka o długości ok. 0,5 km łącząca stację kolejową Tarczyn z drogą krajową nr 7. Trasa ta na całej długości przebiegała przez województwo mazowieckie i przez powiat piaseczyński. Rejon drogowy: Otwock-Piaseczno. Trasa miała klasę drogi Z według Mazowieckiego Zarządu Dróg Wojewódzkich w Warszawie.
Droga na całej długości pozbawiona została kategorii drogi wojewódzkiej na mocy uchwały 116/20 Sejmiku Województwa Mazowieckiego z 8 września 2020 roku.